# Liste der Stolpersteine in Stahnsdorf

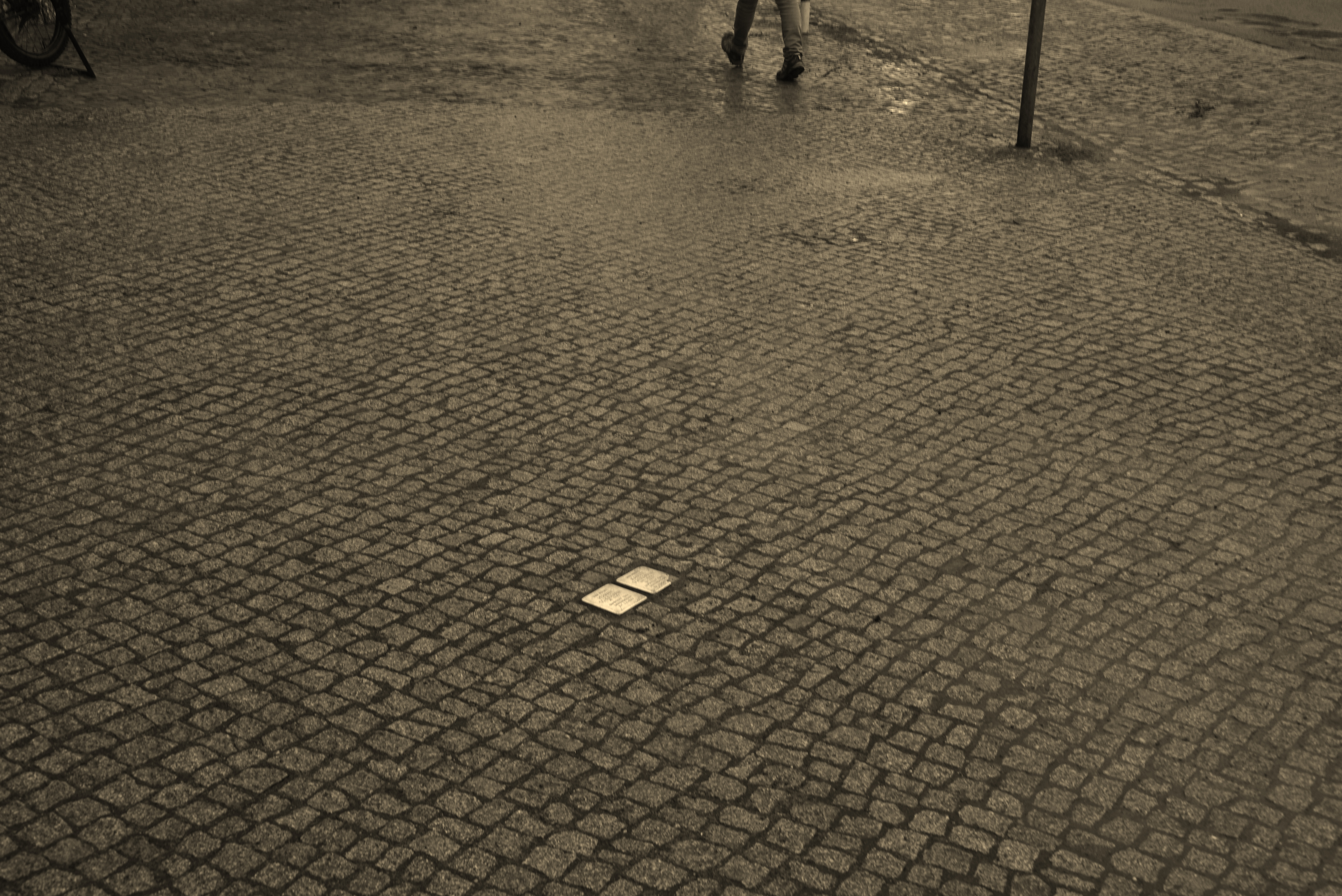
Stolpersteine in Stahnsdorf

Die Liste der Stolpersteine in Stahnsdorf umfasst jene Stolpersteine, die vom Kölner Künstler Gunter Demnig in der brandenburgischen Gemeinde Stahnsdorf verlegt wurden. Sie sind Opfern des Nationalsozialismus gewidmet, all jenen, die vom NS-Regime drangsaliert, deportiert, ermordet, in die Emigration oder in den Suizid getrieben wurden.
Demnig verlegt für jedes Opfer einen eigenen Stein, im Regelfall vor dem letzten selbst gewählten Wohnsitz.

## Verlegte Stolpersteine
In Stahnsdorf  wurden zwei Stolpersteine an einer Anschrift verlegt.
| Stolperstein | Inschrift                                                                                         | Verlegeort        | Name, Leben |
| ------------ | ------------------------------------------------------------------------------------------------- | ----------------- | --- |
|              | HIER WOHNTE HERMANN SCHEIDEMANN JG. 1872 DEPORTIERT 1942 THERESIENSTADT TOT 2.3.1943              | Lindenstraße 10 · | Hirsch Hermann Scheidemann wurde am 4. März 1872 in Liebstadt, einer Kleinstadt im damaligen Ostpreußen, geboren. Scheidemann heiratete Jeanette Kerbs. Das Paar eröffnete 1908 in Stahnsdorf ein Textilgeschäft. Nach dem Ersten Weltkrieg bemühte sich Hermann Scheidemann als Kommunalpolitiker um die Belange der Gemeinde. Die Scheidemanns wurde als hilfsbereit von der Bevölkerung geachtet. Trotzdem wurden die Scheidemanns wegen ihrer jüdischen Herkunft enteignet, verhaftet und am 14. Januar 1943 wurde er zusammen mit seiner Frau mit dem Transport I/85 von Berlin in das Konzentrationslager Theresienstadt deportiert. Seine Transportnummern war die 10.489. Hermann Scheidemann verlor dort am 2. März 1943 sein Leben. Die offizielle Todesursache war "Herzmuskelentartung". Seine Ehefrau wurde ebenfalls Opfer des Holocaust, sie verlor ihr Leben am 16. Januar 1944, ebenfalls in Theresienstadt. In Stahnsdorf wurde eine Verkehrsfläche nach ihm benannt, der Hermann-Scheidemann-Weg. Weitere Mitglieder der Familie Scheidemann wurden ebenfalls Opfer der Shoah. Clara Linder, geborene Scheedemann, und Emmilie Emma Scheidemann wurden 1942 nach Riga deportiert. Abraham Scheidemann wurde 1942 im Ghetto Litzmannstadt ermordet. Lewin Louis Scheidemann wurde 1944 ebenfalls in Theresienstadt ermordet. Für ihn wurde in Michendorf ein Stolperstein verlegt. |
|              | HIER WOHNTE JEANETTE SCHEIDEMANN GEB. KERBS JG. 1871 DEPORTIERT 1942 THERESIENSTADT TOT 16.1.1944 | Lindenstraße 10 · | Jeanette Scheidemann, geborene Kerbs, wurde am 1. Februar 1871 in Dorcoizin geboren. Sie heiratete Hermann Scheidemann aus Liebstadt in Ostpreußen und eröffnete mit ihm im Jahr 1908 eine Textilhandlung in Stahnsdorf. Ihr Mann engagierte sich als Lokalpolitiker, beide Scheidemanns galten als hilfsbereit und wurden von der Bevölkerung geschätzt. Das Ehepaar wurde enteignet, verhaftet und am 14. Januar 1943 mit dem Transport I/85 von Berlin in das Konzentrationslager Theresienstadt deportiert. Ihre Transportnummer war 10.490. Dort verlor ihr Ehemann am 2. März 1943 sein Leben. Am 16. Januar 1944 wurde auch Jeanette Scheidemann ermordet. |

## Verlegung
Die Stolpersteine wurden am 10. März 2009 von Gunter Demnig persönlich verlegt. Initiiert wurde das Projekt vom Historiker Werner Stang aus Kienwerder, finanziert wurden die beiden Stolpersteine vom Stahnsdorfer Heimatverein.